# Cinnamomum suvrae
Cinnamomum suvrae är en lagerväxtart som beskrevs av Mohan Gangopadhyay. Cinnamomum suvrae ingår i släktet Cinnamomum och familjen lagerväxter. Inga underarter finns listade i Catalogue of Life.